# Liste der Monuments historiques in Pallegney
Die Liste der Monuments historiques in Pallegney führt die Monuments historiques in der französischen Gemeinde Pallegney auf.

## Liste der Objekte
| Bezeichnung                    | Beschreibung                                        | Standort                    | Kennzeichnung | Schutzstatus | Datum | Bild |
| ------------------------------ | --------------------------------------------------- | --------------------------- | ------------- | ------------ | ----- | ---- |
| Skulptur Heiliger Lukas        | Holz, farbig gefasst, 18. Jahrhundert               | in der Kirche St-Luc (Lage) | PM88000651    | Classé       | 1982  |      |
| Prozessionsstab Madonna        | Holz, farbig gefasst, 19. Jahrhundert               | in der Kirche St-Luc (Lage) | PM88001666    | Inscrit      | 1981  |      |
| Skulptur Notre-Dame-des-Grâces | Holz, vergoldet, in Glasgefäß, 19. Jahrhundert      | in der Kirche St-Luc (Lage) | PM88001667    | Inscrit      | 1981  |      |
| Skulptur Johannes Evangelist   | Holz, farbig gefasst und vergoldet, 18. Jahrhundert | in der Kirche St-Luc (Lage) | PM88001668    | Inscrit      | 1981  |      |